# 549
Cette page concerne l'année 549  du calendrier julien. Pour l'année 549 av. J.-C., voir 549 av. J.-C. Pour le nombre 549, voir 549 (nombre).
L'année 549 est une année commune qui commence un vendredi.

## Événements
- 24 avril, Chine : le général Hou Jing (en) dévaste Nankin, la capitale des Liang du Sud[1].
- 9 mai : consécration de la basilique Saint-Apollinaire in Classe à Ravenne[2].
- Été, guerre des Goths : Totila fait de nouveau le siège de Rome[3]. Il rassemble une flotte et fait la conquête de la Sicile (549-550)[4].
- 28 octobre : cinquième Conseil d'Orléans présidé par Sacerdos de Lyon[5].
- Décembre : début du règne d'Agila Ier, roi des Wisigoths[6].

- Guerre lazique : Le général byzantin Dagisteus à la tête de sept mille hommes et de mille auxiliaires Zani assiège Pétra, sur la mer Noire. L'intervention des Perses de Mihr-Mihroe oblige les Byzantins à lever le siège ; après avoir subi une défaite sur le Phasis par le roi des Lazes Gubazès, Mihr-Mihroe se replie en Persarménie[7].
- Invasion slave en Grèce. Ils pillent la Thrace et battent les Byzantins près d'Andrinople[4].
- Le mérovingien Chilpéric épouse Audovère qu’il répudiera à son avènement[8].
- Dernière course de chars dans le Circus Maximus organisée par Totila[9].

## Naissances en 549
- Jizang, moine bouddhique chinois.

## Décès en 549
- Junill, questeur du palais sacré de l'empereur Justinien.
- Theudigisel, roi des Wisigoths[10].
- Wudi, empereur chinois.